# My Fair Lady
My Fair Lady (Brasil: Minha Bela Dama ou Minha Querida Dama / Portugal: Minha Linda Lady ou Minha Linda Senhora) é um filme estadunidense de 1964, do gênero comédia musical, dirigido por George Cukor e baseado na peça teatral Pigmalião, de George Bernard Shaw.

## Sinopse
My Fair Lady conta a história de Eliza Doolittle, uma mendiga que vende flores pelas ruas escuras de Londres em busca de uns trocados. Em uma dessas rotineiras noites, Eliza conhece um culto professor de fonética Henry Higgins e sua incrível capacidade de descobrir muito sobre as pessoas apenas através de seus sotaques. Quando ouve o horrível sotaque de Eliza, aposta com o amigo Hugh Pickering, que é capaz de transformar uma simples vendedora de flores numa dama da alta sociedade, num espaço de seis meses.

## Elenco

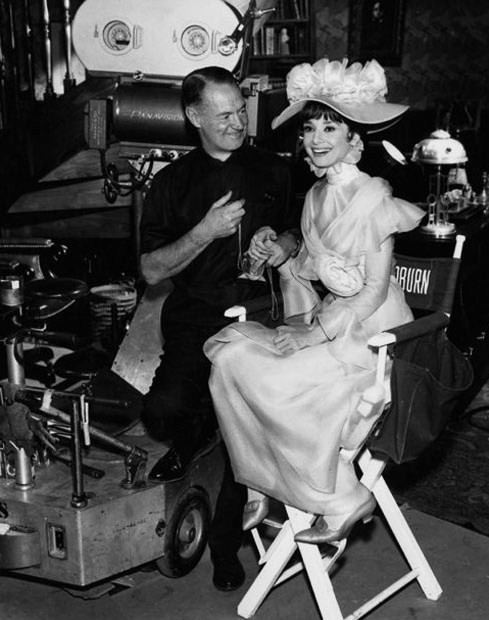
O cinematografista Harry Stradling com Audrey Hepburn

| Ator               | Personagem              |
| ------------------ | ----------------------- |
| Audrey Hepburn     | Eliza Doolittle         |
| Rex Harrison       | Professor Henry Higgins |
| Stanley Holloway   | Alfred P. Doolittle     |
| Wilfrid Hyde-White | Coronel Hugh Pickering  |
| Gladys Cooper      | Sr.ª Higgins            |
| Jeremy Brett       | Freddie Eynsford-Hill   |
| Theodore Bikel     | Zoltan Karpathy         |
| Mona Washbourne    | Sr.ª Pearce             |
| Isobel Elsom       | Sr.ª Eynsford-Hill      |

## Principais prêmios e indicações
Oscar 1965 (Estados Unidos)

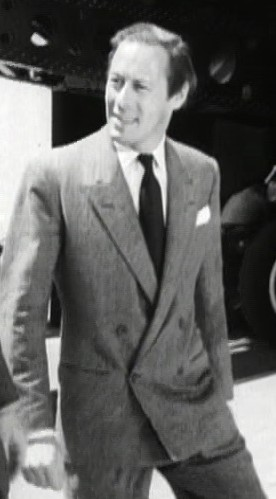
Rex Harrison

- Vencedor nas categorias: Melhor Filme, Melhor Diretor, Melhor Ator (Rex Harrison), Melhor Direção de Arte, Melhor Fotografia - Colorida, Melhor Figurino - Colorido, Melhor Trilha Sonora e Melhor Som.
- Foi ainda indicado ao Oscar nas categorias Melhor Ator Coadjuvante (Stanley Holloway), Melhor Atriz Coadjuvante (Gladys Cooper), Melhor Roteiro Adaptado e Melhor Edição.

Globo de Ouro 1965 (Estados Unidos)
- Vencedor nas categorias de Melhor Filme - Comédia ou Musical, Melhor Ator - Comédia ou Musical (Rex Harrison) e Melhor Diretor.
- Foi ainda indicado nas categorias de Melhor Atriz - Comédia ou Musical (Audrey Hepburn) e Melhor Ator Coadjuvante (Stanley Holloway).

BAFTA 1966 (Reino Unido)
- Vencedor na categoria de Melhor Filme.
- Indicado também na categoria de Melhor Ator em cinema (Rex Harrison).

Prêmio David di Donatello 1965 (Itália)
- Venceu na categoria de Melhor Filme Estrangeiro.

NYFCC Award 1964 (Estados Unidos)
- Venceu nas categorias de Melhor Filme e Melhor Ator (Rex Harrison).